# Nyctemera crassiantennata
Nyctemera crassiantennata is een vlinder uit de familie spinneruilen (Erebidae), onderfamilie beervlinders (Arctiinae). De wetenschappelijke naam van de soort is voor het eerst geldig gepubliceerd in 1916 door Oberthür.
Deze nachtvlinder komt voor in tropisch Afrika.